# Robert Wolff
Robert (Bobby) Wolff (ur. 14 października 1932) – amerykański brydżysta, World Grand Master oraz Senior Life Master (WBF).
Robert Wolff jest jedną z 10 osób, które zdobyły potrójną koronę brydżową w kategorii otwartej:
- w roku 1970 zwyciężył (z drużyną USA) w Bermuda Bowl;
- w roku 1988 zwyciężył (z drużyną USA) na Olimpiadzie brydżowej;
- w roku 1974 zwyciężył  (razem z Boby Hammanem) w mistrzostwach świata par.

## Działalność w organizacjach brydżowych
Robert Wolff działał w organizacjach brydżowych:
- 1988-1991 Członek Zarządu WBF;
- 1992-1992 Wiceprezydent Zarządu WBF;
- 1992-1994 Prezydent Zarządu WBF;
- 1996-2002 Członek Zarządu WBF;
- 1995 Członek Komitetu Doradczego i Komitetu Honorowego WBF;
- 1989-1992 Członek Komisji Odwoławczej WBF;
- 1993-2001 Prezydent Komisji Odwoławczej WBF;
- 2002-2009 Prezydent Komisji Odwoławczej WBF;
- 2009-2010 Emerytowany Prezydent Komisji Odwoławczej WBF;
- 1994-1994 Przewodniczący Komitetu Zawodów i Turniejów WBF;
- 1995-2010 Członek Komitetu Zawodów i Turniejów WBF;
- 1992 Członek Komitetu Konstytucji i Zasad WBF;
- 1987-1989 Członek Komitetu Kart Konwencyjnych WBF;
- 1992 Członek Komitetu Poświadczeń WBF;
- 1993-1994 Przewodniczący Komitetu Poświadczeń WBF;
- 1995-2010 Członek Komitetu Poświadczeń WBF;
- 1993-2010 Członek Komisji Finansów WBF;
- 1992 Członek Komisji Infrastruktury WBF;
- 1992 Członek Komitetu Zarządzającego WBF;
- 1994 Przewodniczący Komitetu Zarządzającego WBF;
- 1995-2010 Członek Komitetu Zarządzającego WBF;
- 1992 Członek Komisji Punktów Mistrzowskich WBF;
- 1992-1994 Członek Komitetu Łącznikowego NEC WBF;
- 1993-1995 Członek Komitetu Trybunału nadzoru WBF;
- 1998-2010 Członek Komitetu Promocji, Współpracy z Mediami i Sponsoring WBF;
- 1995-1997 Członek Komitetu Promocji WBF;
- 1989-2010 Członek Komisji Zasad i Regulaminów WBF;
- 2000-2010 Członek Komisji Seniorów WBF;
- 1989-1990 Członek Komisji Systemów WBF;
- 1991 Współprzewodniczący Komisji Systemów WBF;
- 1992 Członek Komisji Systemów WBF;
- 1993-1994 Członek Komisji Światowych Zawodów WBF;
- 1992-1994 Członek Komisji Młodzieżowej WBF;
- 1981-1986 Członek Rady Dyrektorów ACBL;
- 1987-1987 Prezydent Rady Dyrektorów ACBL;
- 1988-1992 Członek Rady Dyrektorów ACBL;
- 1988-1992 Delegat WBF Rady Dyrektorów ACBL

W roku 1994 Robert Wolff został członkiem Komitetu Honorowego WBF. W roku 1995 wszedł do galerii sław ACBL.
W latach od 1996 do 2009 wielokrotnie przewodniczył lub wchodził w skład Komisji Odwoławczych zawodów organizowanych przez WBF.

## Wyniki brydżowe

### Olimpiady
Na olimpiadach uzyskał następujące rezultaty:
| Olimpiady Brydżowe. Zawody teamów | Olimpiady Brydżowe. Zawody teamów | Olimpiady Brydżowe. Zawody teamów   | Olimpiady Brydżowe. Zawody teamów | Olimpiady Brydżowe. Zawody teamów | Olimpiady Brydżowe. Zawody teamów |
| Rok                               | Miejsce                           | Zawody                              | Kategoria                         | Drużyna                           | Pozycja                           |
| --------------------------------- | --------------------------------- | ----------------------------------- | --------------------------------- | --------------------------------- | --------------------------------- |
| 2000                              | Maastricht                        | 11. Olimpiada Brydżowa              | Seniorzy                          | USA                               | 1                                 |
| 1998                              | Lozanna                           | 1 Mistrzostwa o Wielką Nagrodę MKOL | Open                              | USA                               | 3                                 |
| 1992                              | Salsomaggiore                     | 9 Olimpiada Teamów                  | Open                              | USA                               | 2                                 |
| 1988                              | Wenecja                           | 8 Olimpiada Teamów                  | Open                              | USA                               | 1                                 |
| 1984                              | Seattle                           | 7 Olimpiada Teamów                  | Open                              | USA                               | 5                                 |
| 1980                              | Valkenburg                        | 6 Olimpiada Teamów                  | Open                              | USA                               | 2                                 |
| 1972                              | Miami Beach                       | 4 Olimpiada brydżowa                | Open                              | USA                               | 2                                 |

### Zawody światowe
W światowych zawodach zdobył następujące lokaty:
| Mistrzostwa Świata. Konkurencja teamów | Mistrzostwa Świata. Konkurencja teamów | Mistrzostwa Świata. Konkurencja teamów | Mistrzostwa Świata. Konkurencja teamów | Mistrzostwa Świata. Konkurencja teamów | Mistrzostwa Świata. Konkurencja teamów |
| Rok                                    | Miejsce                                | Zawody                                 | Kategoria                              | Drużyna                                | Pozycja                                |
| -------------------------------------- | -------------------------------------- | -------------------------------------- | -------------------------------------- | -------------------------------------- | -------------------------------------- |
| 2011                                   | Veldhoven                              | 40. Mistrzostwa Świata Teamów          | Seniorzy                               | USA 1                                  | 4                                      |
| 2010                                   | Filadelfia                             | 13. Seria Mistrzostw Świata            | Seniorzy                               | Wolff                                  | 33                                     |
| 2009                                   | São Paulo                              | 39 Mistrzostwa Świata Teamów           | Seniorzy                               | USA 1                                  | 5                                      |
| 2007                                   | Szanghaj                               | 38 Mistrzostwa Świata Teamów           | Seniorzy                               | USA 1                                  | 3                                      |
| 2006                                   | Werona                                 | 12. Mistrzostwa Świata                 | Seniorzy                               | Wolff                                  | 21                                     |
| 2003                                   | Monte Carlo                            | 36 Mistrzostwa Świata Teamów           | Open                                   | USA 2                                  | 3                                      |
| 2002                                   | Montreal                               | 11 Mistrzostwa Świata                  | Open                                   | Deutsch                                | 17                                     |
| 2001                                   | Paryż                                  | 35. Mistrzostwa Świata Teamów          | Trans                                  | Chang                                  | 9                                      |
| 2001                                   | Paryż                                  | 35 Mistrzostwa Świata Teamów           | Seniorzy                               | USA 1                                  | 4                                      |
| 2000                                   | Maastricht                             | 11. Olimpiada Brydżowa                 | Miksty                                 | Wolff                                  | 43                                     |
| 1997                                   | Hammamet                               | 33 Mistrzostwa Świata Teamów           | Open                                   | USA 2                                  | 2                                      |
| 1995                                   | Pekin                                  | 32 Mistrzostwa Świata Teamów           | Open                                   | USA 2                                  | 1                                      |
| 1994                                   | Albuquerque                            | 9 Mistrzostwa Świata                   | Open                                   | Freeman                                | 33                                     |
| 1990                                   | Genewa                                 | 8 Mistrzostwa Świata                   | Open                                   | Martel                                 | 9                                      |
| 1987                                   | Ocho Rios                              | 28 Mistrzostwa Świata Teamów           | Open                                   | USA                                    | 1                                      |
| 1985                                   | São Paulo                              | 27 Mistrzostwa Świata Teamów           | Open                                   | USA                                    | 1                                      |
| 1983                                   | Sztokholm                              | 26 Mistrzostwa Świata Teamów           | Open                                   | USA 1                                  | 1                                      |
| 1982                                   | Biarritz                               | 6 Mistrzostwa Świata                   | Open                                   | Zimmerman                              | 4                                      |
| 1978                                   | Nowy Orlean                            | 5 Mistrzostwa Świata                   | Open                                   | Hamman                                 | 3                                      |
| 1977                                   | Manila                                 | 23 Mistrzostwa Świata Teamów           | Open                                   | North America                          | 1                                      |
| 1975                                   | Southampton                            | 21 Mistrzostwa Świata Teamów           | Open                                   | North America                          | 2                                      |
| 1974                                   | Wenecja                                | 20 Mistrzostwa Świata Teamów           | Open                                   | North America                          | 2                                      |
| 1973                                   | Guarujá                                | 19 Mistrzostwa Świata Teamów           | Open                                   | Aces                                   | 2                                      |
| 1972                                   | Miami Beach                            | 3. Olimpiada Par                       | Miksty                                 | Jacoby                                 | 1                                      |
| 1971                                   | Tajpej                                 | 18 Mistrzostwa Świata Teamów           | Open                                   | Aces                                   | 1                                      |
| 1970                                   | Sztokholm                              | 17 Mistrzostwa Świata Teamów           | Open                                   | USA                                    | 1                                      |

| Mistrzostwa Świata. Konkurencja par | Mistrzostwa Świata. Konkurencja par | Mistrzostwa Świata. Konkurencja par | Mistrzostwa Świata. Konkurencja par | Mistrzostwa Świata. Konkurencja par | Mistrzostwa Świata. Konkurencja par |
| Rok                                 | Miejsce                             | Zawody                              | Kategoria                           | Partner                             | Pozycja                             |
| ----------------------------------- | ----------------------------------- | ----------------------------------- | ----------------------------------- | ----------------------------------- | ----------------------------------- |
| 2006                                | Werona                              | 12 Mistrzostwa Świata               | Miksty                              | Judy Wolff                          | 99                                  |
| 1998                                | Lille                               | 10 Mistrzostwa Świata               | Miksty                              | Rebecca Rogers                      | 73                                  |
| 1986                                | Miami Beach                         | 7 Mistrzostwa Świata                | Miksty                              | Nancy Alpaugh                       | 27                                  |
| 1982                                | Biarritz                            | 2 Mistrzostwa Świata                | Open                                | Bob Hamman                          | 11                                  |
| 1978                                | Nowy Orlean                         | 5 Mistrzostwa Świata                | Open                                | Bob Hamman                          | 9                                   |
| 1974                                | Las Palmas                          | 4th World Open Pairs Championship   | Open                                | Bob Hamman                          | 1                                   |
| 1962                                | Cannes                              | 1. Mistrzostwa Świata               | Miksty                              | Nancy Alpaugh                       | 27                                  |

| Mistrzostwa Świata. Konkurencja indywidualna | Mistrzostwa Świata. Konkurencja indywidualna | Mistrzostwa Świata. Konkurencja indywidualna | Mistrzostwa Świata. Konkurencja indywidualna | Mistrzostwa Świata. Konkurencja indywidualna | Mistrzostwa Świata. Konkurencja indywidualna |
| Rok                                          | Miejsce                                      | Zawody                                       | Kategoria                                    | Pozycja                                      |                                              |
| -------------------------------------------- | -------------------------------------------- | -------------------------------------------- | -------------------------------------------- | -------------------------------------------- | -------------------------------------------- |
| 2004                                         | Werona                                       | 6 Indywidualne Mistrzostwa Świata            | Open                                         | 7                                            |                                              |
| 1998                                         | Ajaccio                                      | 4. Indywidualne Mistrzostwa Świata           | Open                                         | 34                                           |                                              |
| 1996                                         | Paryż                                        | 3 Indywidualne Mistrzostwa Świata            | Open                                         | 3                                            |                                              |

## Klasyfikacja
- Robert Wolff – klasyfikacja WBF (ang.)